# Lavoir de Druyes-les-Belles-Fontaines
Le lavoir de Druyes-les-Belles-Fontaines est un lavoir situé à Druyes-les-Belles-Fontaines, en France.

## Localisation
Le lavoir est situé dans le département français de l'Yonne, sur la commune de Druyes-les-Belles-Fontaines.

## Historique
Le fronton de la façade indique la date de construction : 1831.
L'édifice est inscrit au titre des monuments historiques en 1997.